# برج سیاه و سفید
برج سیاه و سفید مربوط به دوره قاجار است و در جاسک، خیابان مطری، ۵۲ متری دریا واقع شده و این اثر در تاریخ ۱۰ دی ۱۳۸۱ با شمارهٔ ثبت ۶۷۶۹ به‌عنوان یکی از آثار ملی ایران به ثبت رسیده است.